# مايك فولك
مايك فولك هو قاضي وسياسي أمريكي، ولد في 10 سبتمبر 1953، وتوفي في 12 نوفمبر 2014. نشط حزبياً في الحزب الجمهوري. وقد انتخب عضو مجلس ولاية تينيسي ‏.